# Dante Palma
Dante  Palma (20 de diciembre de 1977) es un politólogo argentino. Realizó su carrera de grado en Filosofía en la Universidad de Buenos Aires y luego obtuvo su doctorado en Ciencias Políticas en la Universidad Nacional de General San Martín (UNSAM) con una tesis titulada El sujeto de derecho en el Siglo XXI.

## Trayectoria profesional
En 2009 comenzó a incursionar en el periodismo gráfico con columnas de opinión política en distintos medios pertenecientes al "Grupo Veintitrés" del empresario Sergio Szpolski, entre ellos Miradas al Sur, el diario Tiempo argentino, y la Revista Veintitrés. Asimismo, en 2012 llegó a la televisión como panelista estable en el programa de análisis de medios 6,7,8 que se emitió por la TV Pública argentina hasta el 23 de diciembre de 2015. Tras la salida del aire de 6,7,8 y la venta de los principales medios del Grupo Veintitrés tras la cesación de pagos a los trabajadores, Palma concentró su labor periodística en el programa de radio "No estoy solo", que comenzó emitiéndose en Radio del Plata, luego pasó a FM La Boca y finalmente a La Rz, una página que transmite contenido radiofónico mediante streaming en internet; como así también continuó desarrollando su labor en gráfica en medios españoles de ideología liberal y conservadora enfrentados con el gobierno socialista, como The Objective y https://disidentia.com/.  
Escribió varios libros. El primero de ellos, de corte más académico, trata sobre la filosofía de Thomas Kuhn y se llama Relativismo e inconmensurabilidad (Baudino, 2005). Su segundo libro,Borges.com (Biblos, 2010)], adopta un perfil más ensayístico y utiliza los cuentos de Jorge Luis Borges como disparador para análisis filosóficos sobre la política y los medios de comunicación. Luego publica El Adversario (Biblos, 2012) y allí, con una tónica más periodística, se ocupa de analizar la constitución política del kirchnerismo especialmente a partir del conflicto con las patronales del campo en 2008. Dos años después publica Quinto poder (Planeta, 2014), donde retoma el registro más periodístico mostrando escepticismo respecto del papel democratizador de las redes sociales y tematizando el rol de la prensa, las nuevas formas de censura y el carácter constitutivo del lenguaje. Su último libro es El gobierno de los cínicos donde desarrolla la historia de la actitud cínica desde la antigüedad hasta la actualidad (Ciccus, 2016). Sus artículos se encuentran compilados mayoritariamente en el blog de su autoría: https://elinfiernodedanteblog.blogspot.com/

## Denuncias de abuso sexual
En 2016 fue acusado por una exnovia por maltrato físico, psicológico y extorsión. Una vez que se hizo público esta denuncia, se le sumó la de otra exnovia, Silvina Camino, quien lo denunció, además de maltrato, también por violación. La tercera denuncia provino de Lucía Colombo, una exalumna de Palma en la UNSAM, por acoso.Luego de la publicación de las denuncias en la revista Noticias, la justicia emitió una orden de restricción prohibiéndole acercarse a las víctimas y fue suspendido en la Universidad Nacional de General San Martín durante dos años por decisión tomada por unanimidad por la Dirección de Género y Diversidad Sexual de la Secretaría Académica. Según lo explicó a la prensa la directora Vanesa Vázquez Laba: “El Tribunal académico evidenció que acosaba, hostigaba a las estudiantes y tenía una práctica sostenida en el tiempo”.
También se lo suspendió, preventivamente, en la Universidad de Buenos Aires, donde se abrió un sumario administrativo, lo cual derivó en la única declaración pública de Palma a propósito de las acusaciones a través de una publicación en la que niega los hechos que se le atribuyen y denuncia una persecución.  Las autoridades de la Facultad de Filosofía y Letras de la UBA concluyeron que los actos denunciados no entraban dentro de la órbita de la universidad, por lo que cualquier sanción tendría que ser posterior a la condena por parte de un tribunal penal, lo que finalmente no ocurrió.  Sin embargo, por la insistencia de militantes de izquierda, que veían en la actitud de las autoridades una voluntad de encubrir a Palma por su notoria militancia kirchnerista (a la que los funcionarios de la Facultad de Filosofía y Letras también adherían), finalmente se ordenó la apertura de un juicio académico en 2019, pero fue suspendido de hecho cuando asumió el presidente Alberto Fernández y el decano kirchnerista Ricardo Manetti en la Facultad.

## Obras
- Palma, D. (2005) Relativismo e inconmensurabilidad. Buenos Aires, Baudino ediciones.
- Palma, D. (2010) Borges.com. La ficción de la filosofía, la política y los medios. Buenos Aires, Biblos.
- Palma, D. (2012) El adversario. Periodistas y política en la era kirchnerista. Buenos Aires, Biblos.
- Palma, D. (2014) Quinto poder. El ocaso del periodismo, Buenos Aires, Planeta.
- Palma, D. (2016), El gobierno de los cínicos, Buenos Aires, Ciccus.